# Cyprianus
Cyprianus, Thascius Caecilius Cyprianus, född cirka 200 i närheten av Karthago, död 14 september 258 i Karthago, var biskop av Karthago, kyrkofader, helgon. Helgondag 16 september.

## Tidigt liv
Cyprianus föddes cirka år 200 i Karthago. En källa anger årtalet 190. Han tillhörde en förnäm patricisk familj och uppträdde först som lärare i retorik. År 245 eller 246 lät han döpa sig och kom snart i stort anseende för sin stränga vandel och för den entusiasm, varmed han värnade den vacklande kyrkan.

## Ställningstaganden som biskop
År 248 valdes Cyprianus till biskop i Karthago. Ett oppositionsparti av avundsamma presbyterer bildades genast, och Cyprianus stränga handhavande av kyrkotukten (Tertullianus hade starkt påverkat honom) ökade antalet fiender. Utbrottet kom, då han under den häftiga decianska förföljelsen 249–251, nödgades rädda sitt liv genom att fly. Han beskylldes för att fegt ha övergivit sin hjord i farans stund, och denna anklagelse tystnade först genom hans martyrdöd. Emellertid ledde han från sitt gömställe församlingens angelägenheter.
Efter hans återkomst till Karthago, ledde motståndet mot honom ända till kyrkosplittring. Under förföljelsen hade ett nytt svårt problem uppstått inom kyrkan. Ett stort antal kristna hade räddat sig genom att av de romerska ämbetsmännen köpa sig ett falskt intyg (libellum) om fullgjort offrande. Dessa, de så kallade libellatici, betraktades som avfällingar och kunde enligt gammalkristen åskådning inte återupptas i kyrkan, såvida inte kristna med särskild karisma, till exempel martyrerna, ingrep till deras förmån. Men denna stränghet var inte möjlig att upprätthålla i det av förföljelsen särskilt svårt hemsökta Afrika; martyrernas förböner användes snart i en utsträckning, som omintetgjorde all kyrkotukt. Då grep Cyprianus in med krav på större stränghet. Men inte heller han ville, att avfällingarna för alltid skulle uteslutas; rätten att bevilja dem återinträde skulle bara flyttas från karismernas bärare till biskoparna och handhas med varsamhet. Denna medlande ställning angreps från bägge håll. Den mildaste uppfattningens anhängare bröt kyrkogemenskapen med Cyprianus under ledning av presbytern Novatianus och diakonen Felicissimus. Å andra sidan förde den gammalkristna strängheten också till en fullständig kyrkoschism, den novatianska. Cyprianus seger i dessa strider betydde inte bara den katolska botpraxins seger över den urkristna, utan innebar framförallt seger för den katolska uppfattningen av kyrkan och biskopsämbetet som nödvändiga för saligheten. Så blev Cyprianus verksamhet epokgörande för kyrkans utveckling.
Cyprianus uppfattning om kyrkan förde honom i en ny strid, angående kättardopet, vars giltighet han förnekade. Mot honom uppträdde den energiske biskopen i Rom, Stefan I, som ville förskaffa den romerske biskopen påveställning i kyrkan. Hans anspråk avvisades kraftigt av Cyprianus, vilken segrande hävdade, att Roms biskop vore endast primus inter pares, utan större makt än andra biskopar (den episkopalistiska teorins första fixering).

## Död
År 256 utbröt den valerianska förföljelsen, som skördade Stefan och slutligen nådde även Cyprianus, vilken nu trotsade farorna. År 258 halshöggs han. Flera av Cyprianus skrifter och brev finns bevarade, bland annat De unitate catholicae ecclesiae ("Om den katolska kyrkans enhet").